# Deutschland, deine Künstler
Deutschland, deine Künstler ist eine Dokumentationsreihe von Das Erste. Darin werden deutsche Künstler aus den Bereichen Musik, Literatur, Theater, Film und Bildende Kunst porträtiert. Die erste Episode über Armin Mueller-Stahl wurde am 2. Juli 2008 ausgestrahlt. Bisher wurden neun Staffeln produziert.

## Hintergrund
Deutschland, deine Künstler stellt ein gemeinsames Projekt der Kulturredaktionen aller ARD-Sender dar. Die Idee zur Reihe ging dabei vom Südwestrundfunk aus. Bernhard Nellessen, Fernsehdirektor des SWR, erklärte, dass die Reihe die Biografie der Künstler sowie den Prozess der Entstehung von Kunstprojekten darstellen wolle. Bei der Auswahl der porträtierten Künstler seien Personen bedacht worden, die sich durch „ihre künstlerische Qualität, ihre Unverwechselbarkeit und de[n] Facettenreichtum ihres kreativen Schaffens sowie ihr[en] besondere[n] künstlerische[n] Lebenslauf“ auszeichnen. Der ARD-Chefredakteur Thomas Baumann äußerte, dass sich die Dokumentationen nicht nur an Kunstkenner richten, sondern auch Personen, die sich weniger mit Kunst beschäftigen, Kunst und Kultur näher bringen sollen.

## Übersicht
| Staffel | Episode | Künstler                | Film von             | Erstausstrahlung  |
| ------- | ------- | ----------------------- | -------------------- | ----------------- |
| 1       | 1       | Armin Mueller-Stahl     | Inga Wolfram         | 2. Juli 2008      |
| 1       | 2       | Herbert Grönemeyer      | Ulrich Stein         | 3. Juli 2008      |
| 1       | 3       | Cornelia Funke          | Andreas Ammer        | 9. Juli 2008      |
| 1       | 4       | Thomas Quasthoff        | Reinhold Jaretzky    | 10. Juli 2008     |
| 1       | 5       | Reinhard Mey            | Dagmar Wittmers      | 16. Juli 2008     |
| 1       | 6       | Jonathan Meese          | Julia Benkert        | 17. Juli 2008     |
| 2       | 7       | Loriot                  | Claudia Müller       | 1. Juli 2009      |
| 2       | 8       | Anne-Sophie Mutter      | Angelika Kellhammer  | 2. Juli 2009      |
| 2       | 9       | Iris Berben             | Andreas Lueg         | 8. Juli 2009      |
| 2       | 10      | Christoph Schlingensief | Sibylle Dahrendorf   | 9. Juli 2009      |
| 2       | 11      | Kurt Masur              | Reinhold Jaretzky    | 15. Juli 2009     |
| 2       | 12      | Campino                 | Cordula Kablitz-Post | 16. Juli 2009     |
| 3       | 13      | Peter Maffay            | Vanessa Nöcker       | 14. Juli 2010     |
| 3       | 14      | Doris Dörrie            | Alice Agneskirchner  | 14. Juli 2010     |
| 3       | 15      | Ulrich Tukur            | Stefanie Appel       | 21. Juli 2010     |
| 3       | 16      | Katharina Thalbach      | Lutz Pehnert         | 21. Juli 2010     |
| 3       | 17      | Helge Schneider         | Sabine Carbon        | 28. Juli 2010     |
| 4       | 18      | Senta Berger            | Michael Wulffes      | 27. Juli 2011     |
| 4       | 19      | Günter Grass            | Dagmar Wittmers      | 3. August 2011    |
| 4       | 20      | David Garrett           | Silvia Palmigiano    | 17. August 2011   |
| 4       | 21      | Jan Josef Liefers       | Kathrin Pitterling   | 24. August 2011   |
| 5       | 22      | Hannelore Elsner        | Inga Wolfram         | 18. Juli 2012     |
| 5       | 23      | Matthias Brandt         | Inga Wolfram         | 25. Juli 2012     |
| 5       | 24      | Till Brönner            | Michael Wulfes       | 1. August 2012    |
| 5       | 25      | Christian Thielemann    | Mathias Siebert      | 15. August 2012   |
| 5       | 26      | Markus Lüpertz          | Cordula Kablitz-Post | 22. August 2012   |
| 6       | 27      | Herta Müller            | Angelika Kellhammer  | 6. Oktober 2013   |
| 6       | 28      | Klaus Maria Brandauer   | Johanna Schickentanz | 13. Oktober 2013  |
| 6       | 29      | Xavier Naidoo           | Harold Woetzel       | 20. Oktober 2013  |
| 6       | 30      | Wolfgang Joop           | Cordula Kablitz-Post | 3. November 2013  |
| 7       | 31      | Karl Lagerfeld          | Gero von Boehm       | 2. November 2014  |
| 7       | 32      | Axel Milberg            | Tom Ockers           | 9. November 2014  |
| 7       | 33      | Nina Hagen              | Cordula Kablitz-Post | 16. November 2014 |
| 7       | 34      | Der Graf                | Lothar Schröder      | 30. November 2014 |
| 8       | 35      | Dieter Hallervorden     | Hilka Sinning        | 25. Oktober 2015  |
| 8       | 36      | Moritz Bleibtreu        | Ulrike Bremer        | 8. November 2015  |
| 8       | 37      | Annette Dasch           | Mathias Siebert      | 15. November 2015 |
| 8       | 38      | Peter Lindbergh         | Gero von Boehm       | 29. November 2015 |
| 9       | 39      | Herbert Grönemeyer      | Ulrich Stein         | 10. April 2016    |
| 9       | 40      | Klaus Doldinger         | Anje Harries         | 8. Mai 2016       |

## Zuschauerzahlen
Die erste Staffel der Reihe wurde von durchschnittlich 1,08 Millionen Zuschauern gesehen, was einem Marktanteil von 8,4 % entsprach. Das Porträt über Herbert Grönemeyer erzielte mit 1,67 Millionen Zuschauern und 11,4 % Marktanteil die beste Quote der Reihe. In der zweiten Staffel wurde die Ausgabe zu Christoph Schlingensief von 750.000 Zuschauern gesehen. Der Marktanteil belief sich dabei auf unterdurchschnittliche 4,8 %. In der werberelevanten Zielgruppe wurde ein Marktanteil von 2,3 % gemessen.
Die dritte Staffel im Jahr 2010 startete schwach. 2,00 Millionen Zuschauer verfolgten das Porträt über Peter Maffay. Dies entspricht einem Marktanteil von 8,4 %. In der Zielgruppe wurden 0,49 Millionen Zuschauer und 4,9 % Marktanteil gemessen. Die im Anschluss ausgestrahlte Episode über Doris Dörrie wurde von 0,72 Millionen gesehen, was zu einem Marktanteil von unterdurchschnittlichen 5,5 % führte. Unter den 14- bis 49-Jährigen sahen 0,19 Millionen Zuschauer (3,1 %) zu.

## Kritik
In einem Bericht des Magazins Stern wurde die Episode über das Leben der Autorin Cornelia Funke als „sehr intimes Porträt“ gelobt. Der Redakteur David Denk bemerkte, dass der Zuschauer vom „Vertrauensverhältnis“ zwischen der Autorin und dem Leiter des Films Andreas Ammer profitiere. So könne der Zuschauer mehr über Funke erfahren, als dies normalerweise in Fernsehdokumentationen der Fall sei.
Armin Mueller-Stahl erklärte in einem Interview, dass er das Porträt ursprünglich nicht drehen wollte, da es bereits ein gutes über seine Person gebe, das von Gero von Boehm gedreht worden war. Kritik fand Mueller-Stahl vor allem an dem von der ARD festgelegten Sendeplatz: „Ob ein Sendetermin um halb zwölf in der Nacht nun eine Würdigung ist? Schön finde ich das nicht. Wenn man das schon mit sich machen lässt, sollte es auch einen entsprechenden Platz erhalten.“
Die Welt veröffentlichte einen Artikel, in dem gelobt wurde, dass in „den besten Momenten aller Porträts […] die Leidenschaft zu spüren [sei], die jede Entwicklung der zahlreichen Talente“ antreibe. Dies werde etwa in den Porträts über Herbert Grönemeyer und Jonathan Meese deutlich. Meese lasse große Nähe zu, sodass der Zuschauer einen Eindruck vom „Grenzgang zwischen Albernheit, Groteske und immenser Schaffenskraft“ erhalte.
Zur dritten Staffel der Reihe schrieb Wilfried Geldner für den Weser Kurier, dass bei der Auswahl der Künstler die Popularität im Vordergrund stehe und die „Kunstszene“ („Maler, Bildhauer, Konzeptkünstler“) außen vor blieben. Wenn sich der Zuschauer jedoch „vom überkandidelten Titel erst mal frei gemacht“ habe, könne er die Porträts durchaus genießen.